# Зимненки
Зимнёнки — село в Вешкаймском районе Ульяновской области России. Входит в состав Ермоловского сельского поселения.

## География
Село находится в северо-западной части Ульяновской области, в лесостепной зоне, в пределах Приволжской возвышенности, на левом берегу реки Карсунки, вблизи места впадения в неё реки Шарловки, на расстоянии примерно 16 километров (по прямой) к западу от Вешкаймы, административного центра района. Абсолютная высота — 157 метров над уровнем моря.
Климат
Климат характеризуется как умеренно континентальный, с тёплым летом и умеренно холодной зимой. Средняя температура воздуха самого тёплого месяца (июля) — 20,4 °C (абсолютный максимум — 38 °C); самого холодного (января) — −14 °C (абсолютный минимум — −48 °C). Среднегодовое количество атмосферных осадков составляет 395—521 мм. Снежный покров образуется в конце ноября и держится в течение 128 дней.
Часовой пояс
Село Зимнёнки, как и вся Ульяновская область, находится в часовой зоне МСК+1. Смещение применяемого времени относительно UTC составляет +4:00.

## История
В 1686 году на месте села находилась «помесная земля» симбирских дворян: В. Зимнинского, П. Зайцева, И. Романова. В 1692 году симбирскому дворянину Д. С. Зимнинскому было разрешено «на пашню земли отвести, где он приищет». И «приискал» он поместную землю  «за Валом» (южнее Карсунской засечной черты) «в местах и гранях» своего отца С. Зимнинского. Здесь ему за службу в городе Симбирске было пожаловано 225 десятин земли, да ещё 36 десятин «доброй» (высокоплодородной). В 1701 г. ему же и его братьям А. С. и Д. С. Зимнинским было пожаловано ещё 33 десятины земли. Несколько позднее братья переселили на полученные земли своих крепостных крестьян из владений в Пензенской губернии. Так возникла деревня Зимнинская.
В 1708 г.  в ней построили деревянную церковь во имя чудотворца Николая, и деревня стала селом. Вторую церковь построили позже. Но уже  в 1737 г. в селе случилось страшное по тем временам бедствие – обе церкви сгорели. Помещики Зимнинские обратились в Казённый приказ Синода с просьбой «о строении означенных погорелых божиих церквей на тех же погостах» и на следующий год церкви были построены заново. На этот раз они стали кирпичными, с отдельной кирпичной же колокольней. Первая, «холодная» (неотапливаемая), стала трёхпрестольной – чудотворца Николая, с приделами  живоначальной Троицы и первомученика архидьякона Стефана. Другая же,  «тёплая» (отапливаемая), осталась с одним престолом – в память усекновения главы предтечи и крестителя господня Иоанна. В церковный приход кроме села Зимнинки входили две деревни: Глотовка (Малые Зимнёнки) и Зимнинские Выселки (Шевяковка). Зимненки-Троицкий храм В первой половине XIX в. Зимнинки (как и село Бекетовка) по сведениям краеведа А. Ф. Макеева, принадлежали богатым помещикам Мельгуновым. В своём большом доме в Симбирске они держали многочисленную дворню из здешних жителей. В рукописных воспоминаниях дореволюционного писателя Г. Н. Потанина, автора романа «Крепостное право» и повестей, изображена вереница крестьянских типов (дворовых Мельгуновых, набранных из бекетовских и зимнинских крестьян), описаны образы нескольких здешних «ораторов» (Федосея, Перхуна), приведены выдержки из антифеодального и антирелигиозного фольклора выходцев из этих сёл. А сам писатель в детстве был крепостным Мельгуновых, сыном дворецкого и ключницы, взятых из названных селений.
После отмены крепостного права в 1861 г.  85 крестьян помещика В. А. Сабанина получили дарственные наделы по одной десятине. Самостоятельно хозяйствовать и сводить концы с концами они, понятно, не могли и вынуждены были брать землю в аренду у того же помещика на кабальных условиях.
В 1863 г. в селе открылось начальное училище, в ветхом, тесном и холодном доме помещицы Мельгуновой неопытный и «малознающий» учитель обучал 18 мальчиков. В 1875 г. на средства крестьян и земское пособие для школы построили новое здание, а в 1888 году в центре села была построена новая школа.
В 1904 г.  местному купцу А. Н. Шагалову принадлежали находящиеся при селе «завод рысистых и рабочих лошадей» (2 жеребца и 25 кобыл) и мукомольная мельница.
В 1913 г. в Зимненках находились земская школа, две церкви, усадьбы с мельницами дворянина С. В. Чернышёва-Быстрицкого и карсунского купца А. Н. Шагалова. Село было центром Зимненской волости  Карсунского уезда (ранее входило в состав Малокарсунской волости).
В 1917 году здешние крестьяне отобрали у зажиточных жителей Чернышёва и Быстрицкого вальцовочную мельницу, на которой перемалывали зерно в простую ржаную и «поклёванную» муку, и сделали её своим общим достоянием.
В 1918-м был создан сельский совет.
В 1924 г. в результате укрупнения волостей и уездов Зимнёнский сельсовет вошёл в состав Вешкаймской волости Карсунского уезда.
В 1930 году создан колхоз  имени Л.М. Кагановича, к которому в 1950 году присоединены колхоз имени Кирова д. Зимненские Выселки, имени Тельмана д. Глотовка в один колхоз «Заря».
В Великой Отечественной войне участвовали сотни сельчан, домой не вернулись около 150 человек.
В 1953 г.  местный сельсовет был упразднён, а Зимнёнки вошли в состав Ермоловского сельсовета, позднее и колхоз «Заря» объединился с местным колхозом, новое хозяйство стало называться СПК им. Калинина. В 2002 г. к нему присоединился СПК «Ермоловский».
В настоящее время к СПК им. Калинина относятся три села - Зимненки, Ермоловка, Грачевка. В 2006 г. СПК им. Калинина был включен в правительственную программу развития АПК. В 2007 г. хозяйство завершило модернизацию животноводческих ферм на 600 голов в селе Ермоловка. Реализация проекта позволяет хозяйству увеличить поголовье крупного рогатого скота, повысить продуктивность коров, производство продукции и уровень товарности молока.  В хозяйстве активно внедряются передовые технологии, увеличиваются оборотные активы, обновляются производственные фонды. СПК им. Калинина со дня своего основания считается одним из лучших хозяйств не только района, но и области.  За высокие результаты производственной деятельности и значительный вклад в развитие экономики ПФО в 2003 г. колхоз был удостоен звания «Лидер бизнеса Поволжья» в номинации «Сельское хозяйство». По результатам работы за 2003-2004 г.г. СПКим.Калинина занял 55 место в рейтинге 100 крупнейших производителей мяса КРС в России. В 2006 г. вошел в число лауреатов Международной премии «Лидер экономического развития России». В 2009 г. был признан «Лучшим сельскохозяйственным предприятием 2009 года» в районе и занял 79 место в числе 200 крупнейших производителей говядины в России.
Краткая история деревни Глотовка, которая ныне входит в состав села Зимнёнки.
При создании Симбирского наместничества в 1780 году, село Глотовка вошло в Карсунский уезд.
В 1859 году деревня Глотовка в 1-м стане Карсунского уезда Симбирской губернии.
На 1903 год жители деревни Глотовка были приписаны к Троицкой церкви села Зимнёнки (ныне в Вешкаймском районе).
В 1913 год в деревне Глотовка упоминается наличие часовни, в 62 дворах жило 300 человек.
В 1924 году деревня Глотовка входила в Зиненский с/с в которой жило в 70 дворах 372 жителя, а посёлок при станции Глотовка входила в Шарловский с/с.
В 1950 году деревня Глотовка объединён в один колхоз «Заря» (Зимнёнки), а в 1959 году, войдя в состав села, прекратила своё существование.

## Население
| 2010 |
| ---- |
| 282  |

Национальный состав
Согласно результатам переписи 2002 года, в национальной структуре населения русские составляли 78 % из 311 чел.
В 1859 г.  в селе было 107 дворов и 960 жителей, в 1913 г. – 200 дворов и 1183 жителя, в 1996 г. население составляло 334, в 2014 г. – 266 человек, преимущественно русские.
- В селе родился Герой Советского Союза Зинин А. Ф., в 1940 г. танковый взвод под его командованием в районе посёлка Куса (Финляндия) уничтожил дзот и трёх снайперов, под ураганным огнём с помощью буксирной цепи поочерёдно вытащил своим танком другие танки взвода, попавшие в противотанковый ров, и спас командира одного из подбитых танков. За этот подвиг Зимину присвоили звание Героя Советского Союза.
- Местный житель Г. П. Антонов – кавалер ордена Славы III степени и ордена Отечественной войны I степени. Очерк М. Чернова о нём «За храбрость и мужество» опубликован в газете «Ульяновская правда» за 14 января 1999 г.
- За высокие производственные показатели  многие  жители села отмечены правительственными наградами, среди них: Г.Д. Першенков, И.В., И.Я. Пахомов, А.Ф. Смекаленкова, В.Ф. Маринин,  А.А. Чернеев; звание Заслуженный работник сельского хозяйства Российской Федерации присвоено бригадиру тракторной бригады В. Д. Крылову, К.А.Аникиной, Б.Г.  Крылову.

## Достопримечательности
- Частично в селе сохранились церковь Иоанна Предтечи и колокольня, имеют историческую и архитектурную ценность. По сведениям краеведа Н. А. Кузминского из рода пензенских дворян Зимнинских, основателей села, вышла мать симбирского поэта-сатирика Д. Д. Минаева.